# 白髪岳
白髪岳（しらがたけ）は兵庫県丹波篠山市にある標高721.8 mの山である。加古川水系と武庫川水系の分水嶺。

## 概要
白髪岳（しらがたけ）は、関西百名山の一つで、南側から望めば、綺麗な両肩をいからせたような山容が特徴で、丹波富士とも称される。頂上からはほぼ360度の展望が可能で、二等三角点が存在する。隣に位置する松尾山（高仙寺山）688.0 mとは続き尾根となっており、双方の登山が周回ルートにもなる。
松尾山は山頂に松尾城本丸跡や高仙寺跡（酒井城）などの史跡があり、波多野氏傘下の酒井党の支城が点在している。高仙寺城は、矢代酒井党の惣領主水介氏治が築いたとされ、氏治は南矢代城を本拠にしていたが、明智光秀の丹波攻めが始まると、さらに酒井党が割拠する諸城の要城として、標高もある峻険な松尾山上に新たな城を築いたという。他に、千年杉、高仙寺の僧侶の墓である卵塔群、三基の石仏、阿弥陀堂跡、愛宕堂や高仙寺本堂跡、などの史跡も残る。
白髪岳へはJR西日本福知山線古市駅が最寄駅となる。

## 登山
- 住山ルート 古市駅から約500 m西進し天神川沿いに北上、住山から取り付くのが一般的。
- 文保寺ルート 味間の文保寺から松尾山 - 白髪岳とたどるコース。

## アクセス
- JR西日本福知山線古市駅、篠山口駅